# Vivo (instrument)

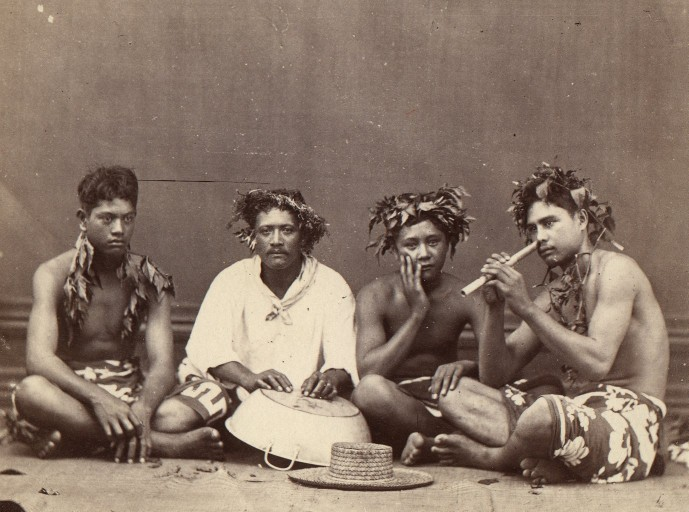
Joueur de vivo

Le vivo ou pu ihu (Îles Marquises) est une flûte nasale polynésienne. On en retrouve des variantes chez les maoris (koauau) et chez les hawaiiens (kuihu).
Long de 20 à 40 cm, en bambou pyrogravé et fermé à une extrémité, une petite encoche y est pratiquée pour le souffle, et deux ou trois trous de jeu sont ouverts de l'autre côté.
Il est utilisé tant en solo, que pour accompagner les chants ou les danses.
Il faut se boucher une narine tandis qu'on souffle de l'autre tout en tenant la flûte en oblique, ce qui limite les possibilités de doigté, et donc de jeu.

## Liens
- Historique
- Photos